# Yakuza balclutha
Yakuza balclutha är en insektsart som beskrevs av Irena Dworakowska 2002. Yakuza balclutha ingår i släktet Yakuza och familjen dvärgstritar. Inga underarter finns listade i Catalogue of Life.